# Ischnotoma (Icriomastax) phaeton
Ischnotoma (Icriomastax) phaeton is een tweevleugelige uit de familie langpootmuggen (Tipulidae). De soort komt voor in het Neotropisch gebied.